# 김현 (안무가)
김현(한국 한자: 金顯, Natanal Hyun Kim, 1983년 9월 27일 ~ )은 대한민국의 공연 연출가, 안무가이다. 한국인 안무가 최초로 뉴욕 오프브로드웨이에서 안무작 "INnerMIND"를 올려 화제가 되었다.

## 생애
서울국악예술고등학교를 졸업하였으며 중앙대학교 학부와 대학원을 졸업하였다.
2006년 그는 대학 재학 중 한국무용협회 주최 제43회 전국신인무용경연대회에서 "푸리살 문둥"이란 작품으로 특상을 수상해 병역특례를 받아 일찍이 무용계의 주목을 받았으며, 2007년,2008년,2009년에 시행된 동아무용콩쿠르에서는 그의 작품들이 연이은 수상을 하며 안무가로써 가능성을 인정받게된다.
그의 콩클 수상작으론 "허주", "푸리살 문둥", "벙어리 삼룡이", "요술지게", "연산일기"등이 있다.
그는 국립무용단 객원및 솔리스트를 거치며 송범, 국수호, 배정혜, 채향순 등 대한민국을 대표하는 무용가들의 작품에 출연하여 존재감을 알려왔으며
2007, 2011년 Gilles Maheu 연출 Wayne Fowkes 예술감독 지휘아래 프랑스 뮤지컬 노트르담 드 파리의 메인 댄서로 활약하며 한국인 안무가 최초로 오리지널 팀에 합류하여 아시아 투어를 하였고,이후 한국 공연계에서 뮤지컬, 연극, 무용 등 다양한 장르의 작품들에 출연, 안무, 제작등으로 참여하게 된다.
그는 2011년 한국영화계의 거장 영화감독 이두용의 제안으로 배우 양택조와 함께 제16회 부산국제영화제의 공식 초청작 영화 마스터클래스의 산책 "처용무"의  주연배우로 영화계에 데뷔하였다.
2013년 무용극 “사당각시” 대본 사성구 안무 채향순의 주역 무용수로 출연하였으며 그해 "사당각시"는 2013 대한민국무용대상및 대통령상을 수여받았다.
2013년 폴란드의 컨템포러리 댄스컴퍼니 ‘Art Color Ballet’의 예술감독인 Agnieszka Glińska의 초청으로 본격적인 국제활동을 시작하였고,
2014년 세르비아 출신의 안무가 Renata Skobo와 함께 RH+ (Renata Skobo, Hyun Kim) 퍼포밍 아트 Duo를 결성하여 퍼포밍 아티스트로 활동중이며
연극과 뮤지컬,영화,광고등 전방위 창작가로써 폭 넓은 무대를 누비고 있다.
2014년 전 출연자들과 스텝들이 재능기부를 하여 화제가 된 국내 최초 일본군 '위안부' 피해를 소재로 한 뮤지컬 ‘꽃신’의 안무가이며 그해 제8회 대구국제뮤지컬 페스티벌에서 창작뮤지컬 상을 받으며 작품성을 인정받았다.
2015년 광복 70년 조정래원작 대하소설 아리랑을 무대화시킨 뮤지컬 "아리랑을 초연 안무하여 호평을 받았으며 2016년 4월 뉴욕 오프브로드웨이 무대에서 한국인 안무가 사상 최초로 INnerMIND를 성황리에 공연하고 현재 유럽과 미국을 오가며 안무 활동및 공연을 하고 있다.
그는 2016년 뉴욕으로 거주지를 옮겼으며 Art Group Obang의 예술감독으로써 창작작업에 매진하고 있다.
2018년 뉴욕 맨해튼 오프 브로드웨이 극장인 플레이라이츠호라이즌스에 있는 피터 제이 샤프 시어터에서 위안부 소재의 뮤지컬 컴포트우먼 (Musical Comfort Women)의 안무를 담당했다.
2018년 한국인 안무가 최초로 세계적인 패션잡지 이탈리아 보그(Vogue)의 모델로 게재돼 화제가 되었다.
2018년 마리나 아브라모비치(Marina abramovic)의 더 클리너 프로젝트에 유일한 한국인으로 선정되어 협업을 고려 중이다.

## 소속
- 폴란드 Art Color Ballet(상임안무가)
- Art Group Obang(예술감독)

## 수상
- 2006 제43회 전국신인무용경연대회 한국무용부문 특상
- 2005 제42회 전국신인무용경연대회 한국무용부문 차석상

## 경력
- 폴란드 Art Color Ballet 상임안무가
- RH+ DUO artist
- Art Group Obang 예술감독

## 학력
- 2000 국립전통예술고등학교 (졸업)
- 2007 중앙대학교 대학원 (졸업)
- 2002 중앙대학교 (졸업)

## 영화
- 2013년 마스터 클래스의 산책